# Besednice
Besednice (Duits: Bessenitz) is een Tsjechische vlek (městys) in de regio Zuid-Bohemen, en maakt deel uit van het district Český Krumlov. Besednice telt 806 inwoners (2023).

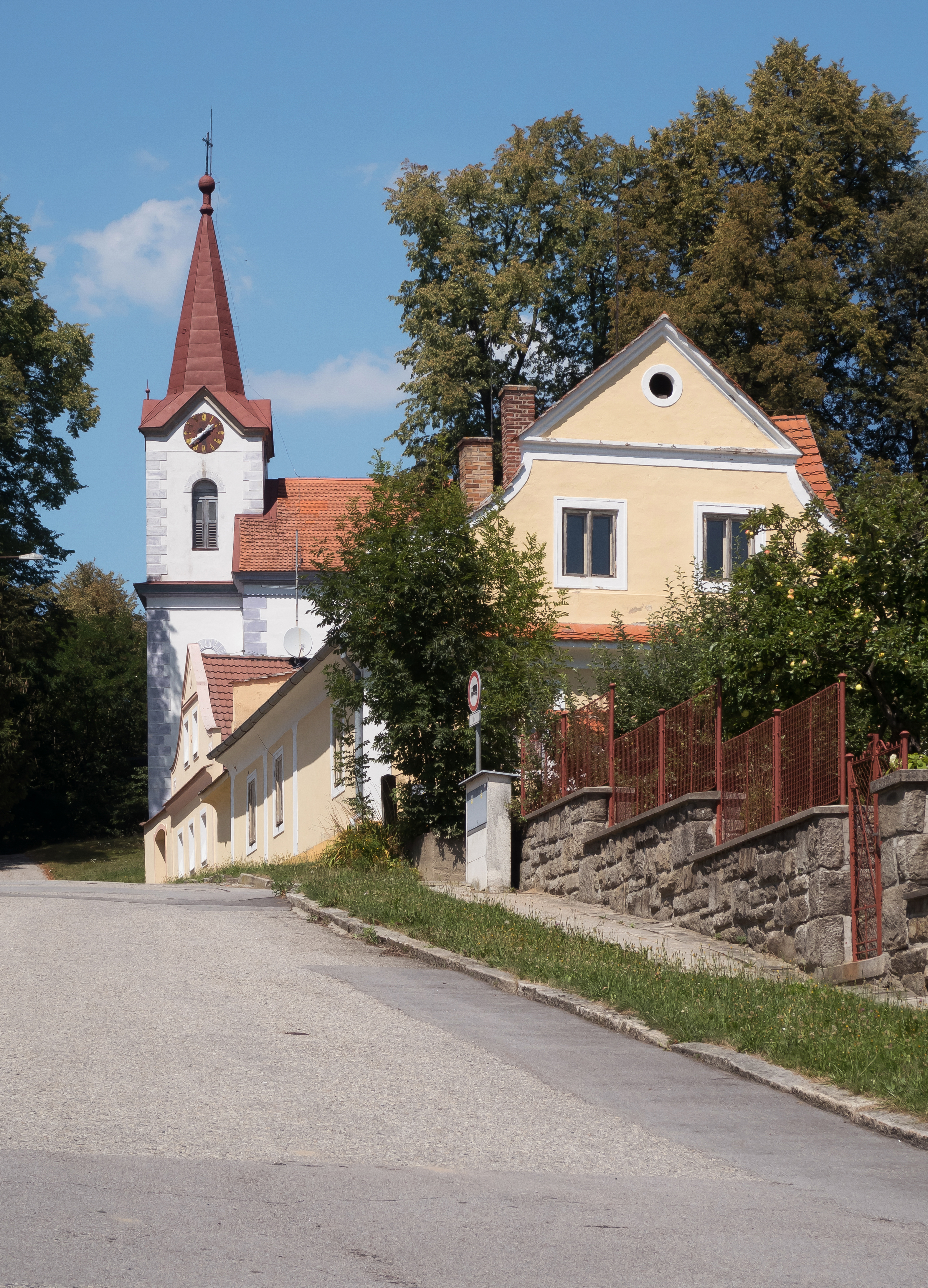
Kerk: kostel svatého Prokopa

## Geschiedenis
- 1395 – De eerste schriftelijke vermelding van Besednice.
- 2006 – De gemeente Besednice krijgt (opnieuw) de status vlek.[1]